# Calico (Californien)
Calico eller Calico Ghost Town er en tidligere mineby, nu spøgelsesby i San Bernardino County i det sydlige Californien, USA. Byen ligger i Calico Mountains i Mojaveørkenen ca. 5 km fra Barstow ad Interstate Highway 15. 

## Historie
Byen blev grundlagt i 1881, da der blev fundet sølv i Calico Mountains. Sølvfundet viste sig at være det største nogensinde i Californien,  og i løbet af kort tid, var der opstået omkring 30 sølvminer med tilsammen over 800 km minegange. Byen blev anlagt for og af minearbejderne og kort efter sølvfundet havde den over 1.200 indbyggere mens der var op til 3.000 indbyggere i det, der kaldtes Calico Mining District.  Disse kunne betjene sig af et Red-Light District med 23 barer og fire bordeller, foruden spillehaller og spisesteder. Byen havde sin egen, lille, Chinatown. Også et hotel, Hank's Hotel og en lokal avis, Calico Print betjente byen. Der var dog også nogle få kirker og en skole i Calico. Skolen lå på en bakke over byen og eksisterede i 17 år fra 1882 til 1899. Der var i almindelighed omkring 30 elever i skolen ad gangen. 
I midten af 1890'erne faldt sølvprisen, og det kunne ikke længere betale sig at udvinde sølvet, hvilket betød, at de fleste forlod byen. Nogle få hundrede blev tilbage, og arbejdede i de nærliggende boraksminer. I 1907 ophørte udgravningen af boraks, og efterhånden blev byen helt forladt. Mellem 1881 og 1907 producerede minerne omkring byen sølv for mellem 13 og 20 millioner dollars og boraks for ca. 9 millioner dollars i datidens priser. 

## Calico i dag
I 1951 købte Walter Knott, grundlægger af forlystelsesparken og frugt og grønt virksomheden Knott's Berry Farm, byen. Han begyndte at restaurere de bygninger, der kunne restaureres. I dag eksisterer fem af de oprindelige bygninger, blandt andre Lucy Bell Lanes hus og butik, som nu er museum. Lucy Bell Lane, var den person, som boede længst i Calico. Hun kom til Calico med sine forældre som 10-årig i 1884, og boede i byen med sine forældre til hun blev gift med John Lane i 1892. I 1899 forlod parret byen, men de vendte tilbage i 1916 og åbnede en butik med General Merchandise (blandet landhandel). Da John Lane døde i 1934, blev Lucy boende i byen til sin død i 1967.
Andre huse i byen blev genopført som kopier på de gamle fundamenter og i 1966 gav Walter Knott byen til San Bernardino County, som gjorde den til en såkaldt Regional County Park. 
I dag er det muligt at besøge byen mod entre, og der er tale om en almindelig turistattraktion, med diverse "forlystelser" som guldvaskning, køretur i minetog, besøg i en del af Maggie Mining Company's minegange mm. Byen er et California Historic Monument og har i dag 9 permanente indbyggere. 

## Andet
Der er stadig en del sølv tilbage i minerne omkring byen. Alene i den største mine, Silver Queen Mine mener man, at der er sølv for omkring 6 millioner dollars. Imidlertid vil det koste omkring 10 millioner dollars at udvinde det, så det afventer en kraftig stigning i sølvpriserne.
Kenny Rogers and the First Edition refererede til byen på deres album "The Ballad of Calico" fra 1972. Albummets sange fortæller om mennesker, der levede i Calico, fx skolelæreren Virginia Merritt.

## Eksterne Links
- Byens officielle hjemmeside (engelsk)
- Om Calico Ghost Town fra The American Southwest  (engelsk)
- Calicos historie fra Mouse Planet Arkiveret 8. december 2012 hos  hos Archive.is (engelsk)
- Calico og omegn fra "Digital Desert" (engelsk)

34°56′56″N 116°51′51″V / 34.9489°N 116.8642°V